# Felipe Cazals
Felipe Cazals (ur. 28 lipca 1937 w Guéthary, zm. 16 października 2021 w mieście Meksyk) – meksykański reżyser, scenarzysta i producent filmowy. Autor 30 pełnometrażowych filmów fabularnych. Jego twórczość wyróżniało duże zaangażowanie społeczno-polityczne oraz częste nawiązywanie do historii Meksyku.

## Życiorys
Urodził się w 1937 we Francji, skąd jego rodzina wyemigrowała do Meksyku w 1949. Cazals powrócił do Francji, by studiować na paryskiej uczelni filmowej IDHEC. Karierę w branży filmowej rozpoczął od kręcenia dokumentów wkrótce po powrocie do Meksyku w 1965.
Wraz z Arturo Ripsteinem uważano go za najwybitniejszego twórcę meksykańskiego kina lat 70. i 80. Tamte lata (1973) przyniosły mu Nagrodę Specjalną na 8. MFF w Moskwie, a Motywy Luz (1985) wyróżniono Srebrną Muszlą na MFF w San Sebastián. Cazals był trzykrotnym laureatem nagrody Ariel dla najlepszego meksykańskiego reżysera roku za filmy: Rok zarazy (1979), Pod szrapnelem (1983) i Pulqueria (2005). Zdobył również nagrodę specjalną za całokształt twórczości w 2010.
Najwybitniejszy film Cazalsa, Canoa (1976), przyniósł mu Srebrnego Niedźwiedzia – Nagrodę Grand Prix Jury na 26. MFF w Berlinie. Obraz opowiadał o prawdziwej masakrze, która rozegrała się w wiosce San Miguel Canoa w 1968. Miejscowi wieśniacy, podjuszczeni przez radykalnego księdza, zaatakowali wtedy grupę pięciu wspinających się po górach turystów i dokonali na nich brutalnego linczu, sądząc, że to komuniści. Film wszedł do kanonu kinematografii meksykańskiej, a do fascynacji nim przyznawali się liczni twórcy, m.in. Guillermo del Toro i Alfonso Cuarón.
Reżyser zmarł w 2021 w wieku 84 lat. Przyczyny śmierci nie podano do wiadomości publicznej.